# Rosa Roth – Küsse und Bisse
Küsse und Bisse ist ein deutscher Fernsehfilm von Carlo Rola aus dem Jahr 2000. Es handelt sich um die elfte Episode der ZDF-Kriminalfilmreihe Rosa Roth mit Iris Berben in der Titelrolle einer Kriminalhauptkommissarin der Berliner Mordkommission. „‚Warum musste ein pedantischer Hausmeister sterben?‘, fragt sich Rosa Roth und entdeckt Unglaubliches.“ Der ORF schrieb zur Erstausstrahlung „Kommissarin Rosa Roth muss sich durch ein Dickicht aus Lügen, Halbwahrheiten und falschen Verdächtigungen kämpfen, ehe sie den Tätern auf die Spur kommt“.
Roths Mitarbeiter Charly Kubick, Jürgen Roeder und Karin von Lomanski werden wiederum von Jockel Tschiersch, Zacharias Preen und Carmen-Maja Antoni verkörpert, ihr Vorgesetzter Günther Zorn von Gunter Schoß sowie der von Dieter Kirchlechner gespielte LKA-Beamte Kurt Steinkopf. Die Haupt-Gaststars dieser Folge sind Kami Manns, Rainer Strecker, Gesche Tebbenhoff, Ingeborg Westphal und Peter Franke. 

## Handlung
Dem Film vorangestellt ist folgendes Zitat: „Penthesilea: Nicht? Küßt ich nicht? Zerrissen wirkich? sprecht? So war es ein Versehen. Küsse, Bisse, das reimt sich, und wer recht von Herzen liebt, kann schon das eine für das andre greifen.“ (Heinrich von Kleist, Penthesilea)
Vor einem Plattenbau wird der Hausmeister Ralf Schulerus in einer Schlammkuhle tot aufgefunden. Er war penibel, unbeliebt und ist immer wieder mit Hausbewohnern aneinandergeraten, von denen er allein im letzten Monat vor seinem Tod 42 angezeigt hat. Roth versucht über die Wirtin Effi, die Schulerus tot aufgefunden hatte, einiges zu erfahren, kommt jedoch nicht recht weiter. Roeder spricht derweil mit einem weiteren Hausbewohner, dessen Sohn obzöne Sprüche ins Treppenhaus geschmiert hatte. Kubick hingegen richtet seine Fragen an den Kfz-Mechaniker Ingo Wanatowski, der mit Schulerus aneinandergeraten war, weil sein Hund sein Geschäft auf einem der Spielplätze der Wohnanlage verrichtet hatte. Wanatowski war deswegen zu einer Geldstrafe in Höhe von 200 Mark verurteilt worden. Roth sucht sodann Gisela Schulerus auf, die von ihrem Mann getrennt lebt, und bekommt bestätigt, dass der Hausmeister nicht sehr beliebt gewesen, sondern allen auf die Nerven gegangen sei. Früher habe er ziemlich Schlag bei den Frauen gehabt, am Schluss habe sie ihn jedoch nur noch loswerden wollen.
Gerade als Roth, Kubick und Roeder die Wohnsiedlung verlassen wollen, gibt es in der von der Deutsch-Vietnamesin Marie Konitzke bewohnten Wohnung eine Explosion. Konitzke ist seit zwei Jahren arbeitslos und lebt von Sozialhilfe. Die Feuerwehr nimmt an, dass es eine Gasexplosion war, die dadurch ausgelöst wurde, dass Konitzke den Lichtschalter betätigte. 
Bei der Wohnungsdurchsuchung von Ralf Schulerus wird ein Sprengsatz sichergestellt, unklar ist, wieso ein Hausmeister derartiges in seiner Wohnung hatte. Roth spricht noch einmal mit der Wirtin Effi, um mehr über Marie Konitzke zu erfahren. Sie erzählt ihr, dass Maries Schwester Janet vor drei Monaten Selbstmord begangen habe, sie sei im Alkohol- und Drogenrausch von einem Hochhaus gesprungen. Über Schulerus’ Frau hat sie zu berichten, dass sie es mit vielen getrieben habe, ihr Mann habe sie aber trotzdem geliebt.
Roth fallen nicht nur einmal Vietnamesen auf, die sich vor dem Hotel herumtreiben, in dem sie Marie Konitzke unterbringen lassen hat. Die Kommissarin ist davon überzeugt, dass die junge Frau sehr viel mehr weiß, als sie zugibt. Marie wiederholt gedoch gebetsmühlenartig, sie wisse nichts. Als Roth ihr auf den Kopf zusagt, dass Schulerus ihre Miete bezahlt habe und sie dafür mit ihm ins Bett gegangen sei, gibt sie das zwar zu, betont aber, dass das eine mit dem anderen nichts zu tun habe. Sie sei mit dem alten Mann ins Bett gegangen, weil er ihr leidgetan habe und sie ihm damit habe helfen wollen.
Nach einer wilden Verfolgungsjagd mit Leuten eines vietnamesischen Clans, die Marie Konitzke in ihre Gewalt gebracht haben, rückt sie stockend mit der Wahrheit heraus. Der Kopf des Clans heiße Tran van Thieu, er habe eine Spedition oder ähnliches. Sie schulde ihm Geld. Kubick will wissen, worum genau es gehe, Zigarettenschmuggel, Glücksspiel, Prostitution? Maries Antwort, von allem ein bißchen. Sie habe für ihn das Geld bei seinen Händlern eingesammelt und dann etwas davon behalten, weil sie doch pleite sei. Roth will wissen, wie viel sie von dem Geld genommen habe, Marie meint ungefähr 3.000 Mark. Kubick glaubt, dass sie lüge und niemand für einen solchen Betrag so ein Tamtam veranstalte, wie gerade geschehen.
Während einer gezielten Polizeiaktion gelingt es, Tran van Thieu festzunehmen. Als er wissen will, was man ihm vorwerfe, antwortet Roth, da gebe es einiges Handel mit unverzollten Waren, Entführung, Mordversuch, Zwang zur Prostitution, einen Bombenanschlag, Mord und noch so einiges. Van Thieu meint, das sei Unsinn, er sei ein Geschäftsmann, sonst nichts. Roth will wissen, warum er Marie Konitzke habe entführen lassen. Auch das bestreitet der Vietnamese und meint nur, Marie lüge. Van Thieu besteht mit Nachdruck darauf, seinen Anwalt sprechen zu wollen. Immerhin erfährt Roth, dass Marie von Thieu nicht 3000, sondern 35.000 Mark gestohlen habe, deshalb sei er hinter ihr her. Er habe Marie eingestellt, weil er ihre Schwester gemocht habe, sie sei aber anders als diese gewesen. Marie spiele das arme kleine Mädchen und im nächsten Moment beklaue sie dich. Mit ihrer Schwester habe er einmal etwas gehabt, sie sei ein liebes Mädchen gewesen und gut im Bett. Angesprochen auf ihren Tod, meint er, dass man jemanden auch umbringen könne, ohne ihn selbst zu töten. Man habe sie vergewaltigt, er wisse nicht, wie viele Männer genau es gewesen seien, aber auf jeden Fall viele und zwei Wochen später sei sie dann in den Tod gesprungen.
Roeder informiert Roth, dass Marie Konitzke, die er bewachen sollte, erneut abgehauen ist. Roth sinniert noch immer darüber, dass Marie vielleicht doch etwas mit einer Bombe zu tun habe, als sie sie darauf angesprochen habe, habe sie so seltsam reagiert. Marie ist inzwischen bei Ingo Wanatowski in der Wohnung, der einer der Vergewaltiger ihrer Schwester war. Nachdem sie mit ihm geschlafen hat, und er ihre Katze bedroht, ersticht sie ihn. Obwohl der Verdacht im Raum steht, dass Wanatowski Schulerus getötet haben könnte, glaubt Roth, dass es um etwas anderes gehe, und dass Marie nur von sich ablenken wolle. Roth verfolgt Marie ins Kellergeschoss des Eislaufstadions, wo sie zugibt, dass sie Schulerus erschlagen hat, als er sie bedrängte. Sie habe ihm zuvor gesagt, dass sie ihn nicht liebe, sondern die Beine nur breit gemacht habe, weil er ihre Miete bezahlt habe. Zudem habe er Gewissensbisse wegen der Bombe bekommen, die er für sie zusammengebaut habe. Aufgeben will Marie jedoch nicht, sie meint, ihr Leben sei vorbei, alle, die sie geliebt hätten, seien tot. Sie sei zu weit gegangen und könne nun nicht mehr zurück. Als Kubick auftaucht und schießt, trifft der aus einem Rohr entweichende heiße Dampf Marie. Sie wird in die Krankenhausabteilung eines Gefängnisses verlegt. Als Roth ihr die Katze, der Maries ganze Zuneigung gehört, vorbeibringt, gibt sie zu, dass überhaupt keine Bombe im Eislaufstadion deponiert war.

## Produktionsnotizen
Der Film wurde 1998 in Berlin und Umgebung gedreht. Die Produktionsleitung lag bei Michal Pokorny und Sybille Rohde und Christl Schneider, die Aufnahmeleitung bei Uwe Schlottmann und Kathrin Stolze und die Herstellungsleitung bei Jens Christian Susa. Die Redaktion hatten Klaus Bassiner und Alexander Ollig inne. Produzent des Films war Oliver Berben, der Sohn der Hauptdarstellerin. Es handelt sich um eine Produktion der Moovie the art of entertainment GmbH im Auftrag von ZDF und ORF.

## Rezeption
Am 19. Februar 2000 wurde die Folge Küsse und Bisse zur Hauptsendezeit im ZDF erstausgestrahlt.
Die Folgen 07–12 der Reihe wurden von Studio Hamburg Enterprises am 2. November 2012 auf DVD herausgegeben.

## Kritik
Die Kritiker der Fernsehzeitschrift TV Spielfilm vergaben an den Film eine mittlere Wertung, der Daumen zeigte zur Seite, für Action, Spannung und Erotik gab es je einen von drei möglichen Punkten. Kami Manns (Marie) Leistung wurde als „schwach“ bewertet. Auch die weitere Bewertung fiel wenig schmeichelhaft aus: „Die Story entwickelt sich, als hätten die Autoren einen Discounter voller Billigkrimis leer gekauft: Drogengeschäfte, Prostitution, Vergewaltigung, Mafia-Terror, Ehekrisen, ein Anschlag auf ein Stadion die Liste ließe sich beliebig fortsetzen. Noch aufgesetzter und teilweise unplausibel wirken die manierierten, expressionistisch verfratzten Rückblenden.“ Fazit: „Gewollt, aber leider nicht gekonnt“.
Auch die Redaktion des Filmdienstes/Lexikon des internationalen Films zeigte sich nicht überzeugt von dem Film und befand: „Recht bieder inszenierter (Fernsehserien-)Krimi, der in allen Belangen zu sehr auf Exotik getrimmt wurde. – Ab 14.“